# Baron Darcy of Navan
Baron Darcy, of Navan in the County of Meath, war ein erblicher britischer Adelstitel in der Peerage of Ireland.
Zur Unterscheidung von anderen Baronien Darcy wird der Titel Baron Darcy of Navan (auch Baron D’Arcy of Navan) genannt.

## Verleihung
Der Titel wurde am 13. September 1721 für den britischen Politiker James Darcy geschaffen, der von 1698 bis 1701 und von 1702 bis 1705 Abgeordneter der Tories im englischen House of Commons für Richmond in North Yorkshire gewesen war. Da dieser zwar viermal verheiratet war, aber keine Söhne hatte, erfolgte die Verleihung mit dem besonderen Zusatz, dass der Titel in Ermangelung direkter männlicher Nachkommen auch an die männlichen Nachkommen seiner Tochter Hon. Mary Darcy († 1737), Gattin des Unterhausabgeordneten William Jessop (1665–1734), vererbbar sei. Entsprechend fiel der Titel beim Tod des 1. Barons 1731, an Marys einzigen Sohn James Jessop, der hierzu den Familiennamen „Darcy“ annahm und erlosch schließlich am 15. Juni 1733, als dieser unverheiratet starb.

## Liste der Barone Darcy of Navan (1721)
- James Darcy, 1. Baron Darcy of Navan (1650–1731)
- James Darcy, 2. Baron Darcy of Navan (1707–1733)